# Steleopteron cretacicus
Steleopteron cretacicus (лат.) — вид вымерших равнокрылых стрекоз из семейства Steleopteridae, живших на территории современной Великобритании во времена раннемеловой эпохи (136,4—130 млн лет назад).

## Этимология
Видовое название ссылается на то, что вид существовал в меловом периоде.

## История изучения
Голотип NHMUK CH 879vii, представляющий собой окаменелые крылья, был обнаружен в позднеготеривских отложениях группы Виалден (англ. Wealden Group), Южная Англия, Великобритания. В 2018 году Даран Чжэн, А. Нел и Эдмунд А. Яжембовски описали вид. Образец хранится в Отделении наук о Земле, Музей естествознания, Лондон, Великобритания. Открытие вида показало, что семейство Steleopteridae не вымерло к меловому периоду.

## Описание

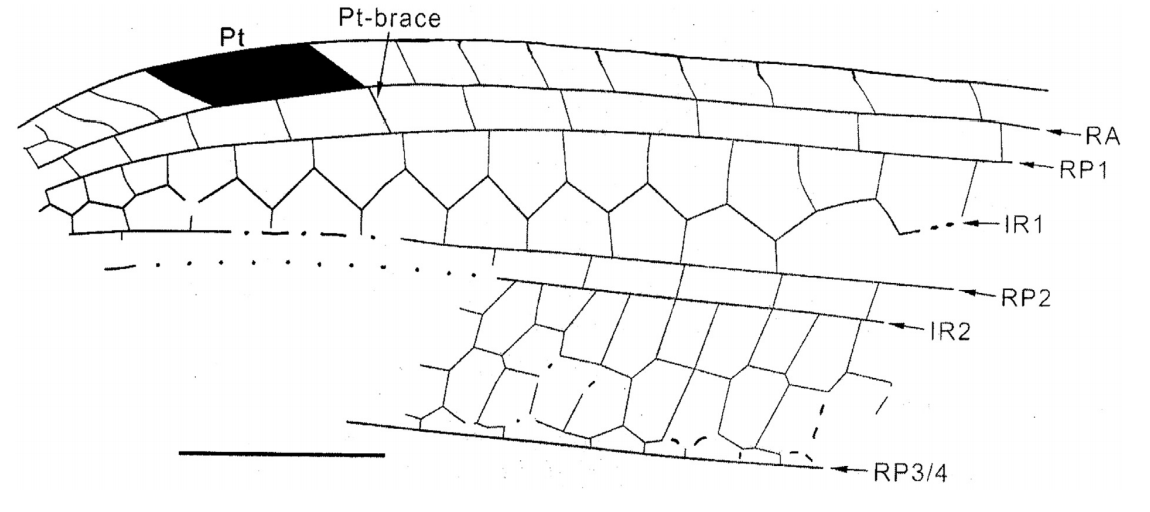
Рисунок голотипа Steleopteron cretacicus. Шкала представляет 2 мм

Птеростигма голотипа достигает 2 мм в длину и 0,5 мм в ширину. Были быстрыми насекомоядными хищниками.

## Систематика
Является первым описанным представителем семейства Steleopteridae, жившим во времена мелового периода. Принадлежит роду Steleopteron. Сестринский таксон — Steleopteron deichmuelleri.